# Tanjung Mas (Simpang Kanan)
Tanjung Mas is een bestuurslaag in het regentschap Aceh Singkil van de provincie Atjeh, Indonesië. Tanjung Mas telt 480 inwoners (volkstelling 2010).